# Tillandsia brachyphylla
Tillandsia brachyphylla är en gräsväxtart som beskrevs av John Gilbert Baker. Tillandsia brachyphylla ingår i släktet Tillandsia och familjen Bromeliaceae. Inga underarter finns listade i Catalogue of Life.

## Bildgalleri

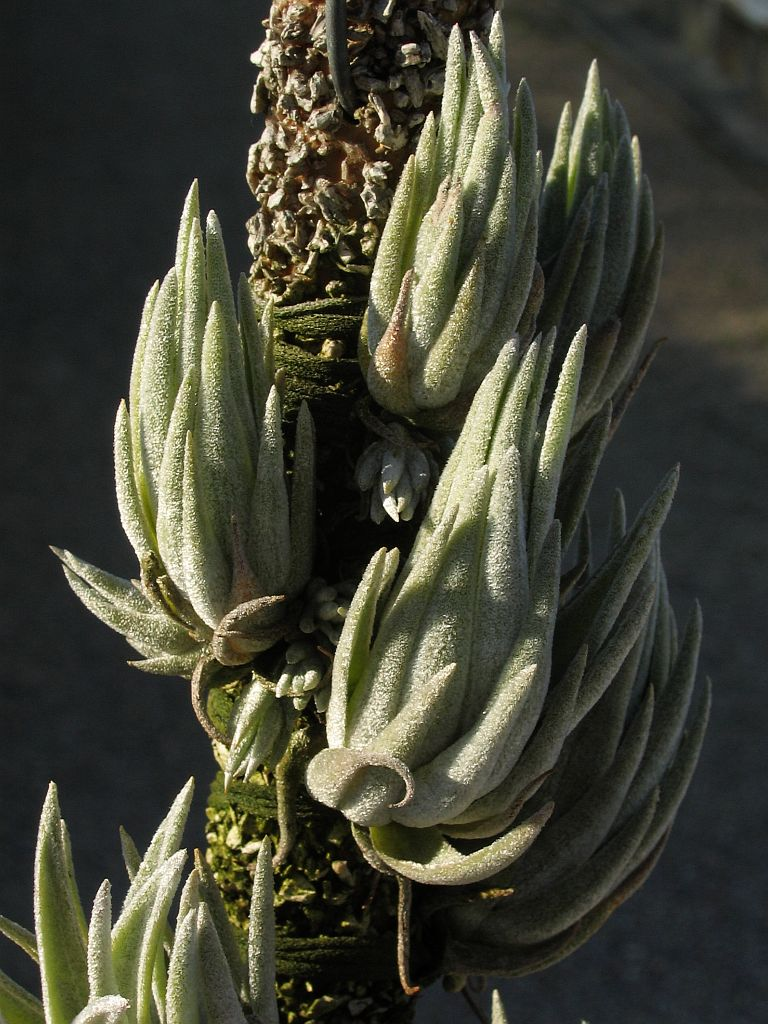